# مرسيدس غيلبرت
مرسيدس غيلبرت (بالإنجليزية: Mercedes Gilbert)‏ هي ممثلة أمريكية، ولدت في 26 يوليو 1894 بجاكسونفيل في الولايات المتحدة، وتوفيت في 1 مارس 1952 في الولايات المتحدة.

## وصلات خارجية
- مرسيدس غيلبرت على موقع IMDb (الإنجليزية)
- مرسيدس غيلبرت على موقع قاعدة بيانات برودواي على الإنترنت (الإنجليزية)
- مرسيدس غيلبرت على موقع قاعدة بيانات الفيلم (الإنجليزية)